# 日本アンチエイジング歯科学会
日本アンチエイジング歯科学会（にほんアンチエイジングしかがっかい、Japan Sociely for Dental Anti-Aging;JSDA）とは、アンチエイジング歯科を中心とした学問を取り扱う専門学術団体の一つである。

## 概要
2000年に日本歯科漂白研究会として設立、2005年に日本アンチエイジング歯科学会となる。

## 学会出版物

### 書籍
1. 荘司菊男、宝田恭子、千葉栄一、土師信一郎、松尾通 著、日本アンチエイジング歯科学会 編『デンタルクリニックのアロマセラピー』草隆社、2009年12月8日。ISBN 978-4-915678-19-6。 NCID BB00703475。
2. 日本アンチエイジング歯科学会 編『健康長寿の栄養学ハンドブック 食のフロントランナーを目指して』草隆社、2015年2月18日。ISBN 978-4-915678-27-1。

### 雑誌
- 『日本アンチエイジング歯科学会誌』年1回発刊 ISSN 2186-3571

## 専門認定
- 日本アンチエイジング歯科学会認定医
- 日本アンチエイジング歯科学会認定サプリメントアドバイザー
- 日本アンチエイジング歯科学会認定ビューティーアドバイザー
- 日本アンチエイジング歯科学会認定メディカルアロマコーディネーター

## 学会賞
アンチエイジングアワード
学会の選考委員会が学術大会の際に「歯科的に健康であること。」「心身共に美しく、健康的に年を重ねていること。」「広く国民に好感を持たれていること。」を選考基準として授与する賞。
- 2007年 辰巳琢郎[5]
- 2008年 五大路子[6]
- 2009年 加藤タキ[5]
- 2010年 加山雄三[7]
- 2011年 佐伯チズ
- 2012年 片岡仁左衛門
- 2013年 ジュディ・オング
- 2014年 桂文枝

## 加盟団体
- 日本歯学系学会協議会